# Fehértorkú őszapó
A fehértorkú őszapó (Aegithalos niveogularis) a verébalakúak (Passeriformes) rendjébe, ezen belül az őszapófélék (Aegithalidae) családjába és az Aegithalos nembe tartozó faj. 11-12 centiméter hosszú. India, Nepál és Pakisztán nedves hegyi erdőiben él. Rovarokkal, pókokkal és virágbimbókkal táplálkozik.

## Fordítás
- Ez a szócikk részben vagy egészben  a   White-throated bushtit című angol Wikipédia-szócikk fordításán alapul.  Az eredeti cikk szerkesztőit annak laptörténete sorolja fel. Ez a jelzés csupán a megfogalmazás eredetét és a szerzői jogokat jelzi, nem szolgál a cikkben szereplő információk forrásmegjelöléseként.